# Гарсиласо де ла Вега
Гарсила́со де ла Ве́га (исп. Garcilaso de la Vega; 1501—1536) — испанский поэт.

## Биография
Родился в Толедо в служивой дворянской семье, близкой ко двору. Сопровождал Карла V в походах и исполнял ответственные поручения дипломатического характера. Командовал гвардией неаполитанского вице-короля. Убит по ошибке местными жителями при покушении на императора Карла V во время его похода в Прованс и Савойю.

## Творчество
Считал себя учеником Аузиаса Марка. Вместе со своим другом Хуаном Босканом Гарсиласо был реформатором испанской поэзии. Его творчество обеспечило победу новой «итальянской школы», формам итальянской поэзии (сонет, канцона и другим), которые ко времени появления его первых стихотворений окончательно вошли в испанский литературный обиход.
Литературное наследие Гарсиласо составляют 38 сонетов в духе Петрарки, 5 поэм, 3 эклоги, 2 элегии, послания и нескольких стихотворений в старокастильском роде. Опубликованные в 1543 году вдовой Хуана Боскана произведения неоднократно переиздавались. Фрагмент первой эклоги поэта стал основой текста мадригала, вошедшего в краткий «Беленский кансионейру» (Порту, около 1603).